# Fortunien
Stratigraphie
Étage 2
Le Fortunien est un étage stratigraphique, marquant le début du Phanérozoïque, du Paléozoïque et du Cambrien. Le Fortunien est le premier des deux étages de la série du Terreneuvien. La base de cet étage, dont l'âge est estimé à 538,8 ± 0,6 Ma, est définie par la première apparition de traces fossiles appelées Treptichnus pedum. La limite entre le Fortunien et l'étage supérieur, l'étage 2 du Cambrien qui n'a pas encore reçu de nom, n'est pas actuellement définie de manière formelle. La fin du Fortunien a un âge estimé à 529 millions d'années environ,.

## Stratigraphie

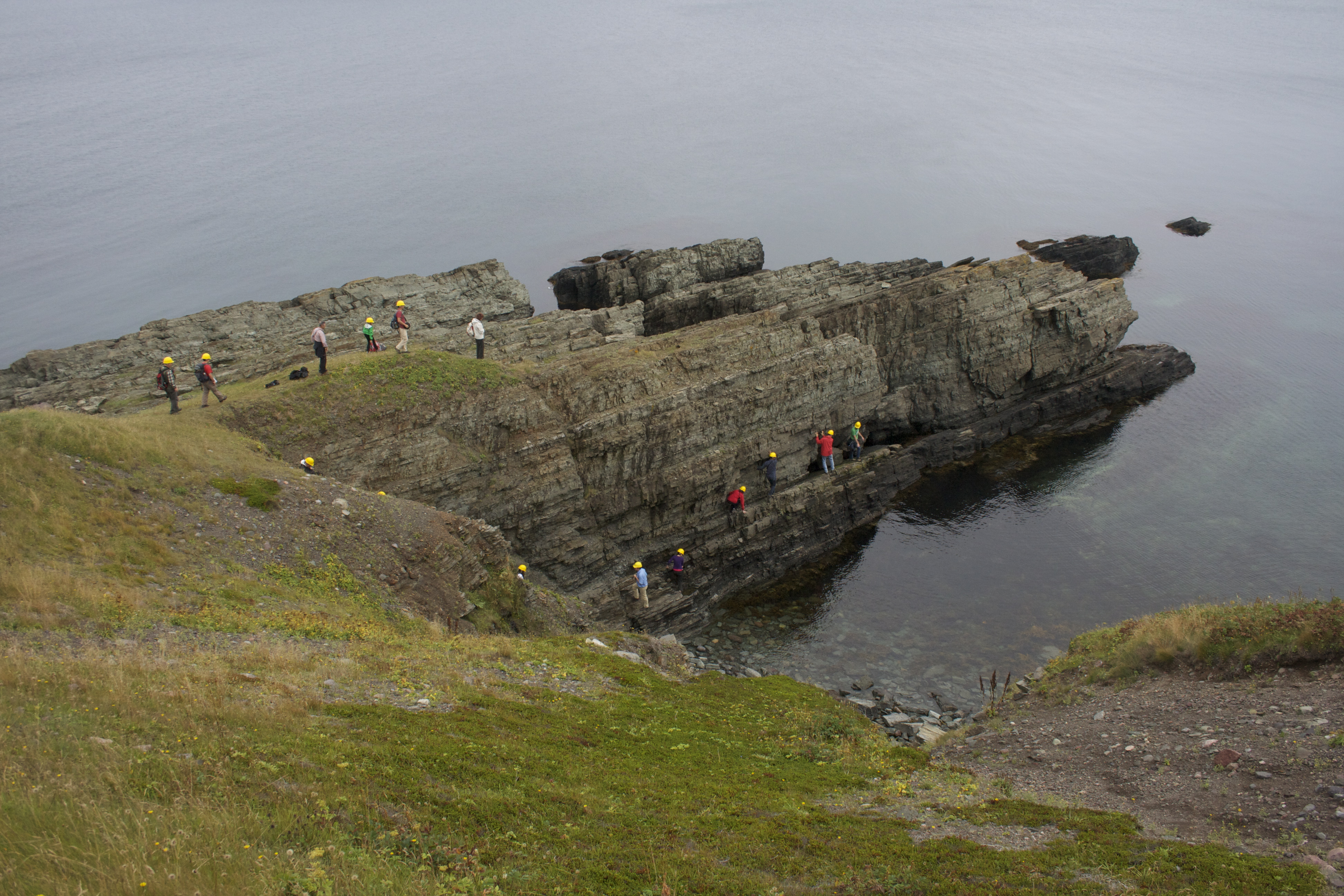
Affleurements à Fortune Head, sur l'île de Terre-Neuve, contenant le stratotype de limite pour l'étage Fortunien (Cambrien).

Le point stratotypique mondial (PSM) définissant la base de l'étage se trouve à Fortune Head, à l'extrémité nord de la péninsule de Burin, sur l'île de Terre-Neuve, au Canada (47° 04′ 34″ N, 55° 49′ 52″ O). Le PSM définit la limite Édiacarien-Cambrien et la base de la série du Terreneuvien. Les affleurements, montrant une succession de sédiments carbonatés / silico-clastiques, appartiennent à la Formation de Chapel Island. Cette limite Précambrien-Cambrien se situe 2,4 mètres au-dessus du Membre 2 de la formation et correspond à la première apparition de la trace fossile Treptichnus pedum. Toutefois, ce stratotype doit être réétudié. En effet, des traces de T. pedum ont été trouvées à deux endroits à plus de 3 et 4 m en dessous du PSM, et des traces de Treptichnus sp. encore plus bas,.
| Système                                          | Série        | Étage        | Âge (Ma)        |
| ------------------------------------------------ | ------------ | ------------ | --------------- |
| Ordovicien                                       | Inférieur    | Trémadocien  | plus récent     |
| Cambrien                                         | Furongien    | Étage 10     | ≃489.5 - 486.85 |
| Cambrien                                         | Furongien    | Jiangshanien | ≃494.2 - ≃489.5 |
| Cambrien                                         | Furongien    | Paibien      | ≃497.0 - ≃494.2 |
| Cambrien                                         | Miaolingien  | Guzhangien   | ≃500.5 - ≃497.0 |
| Cambrien                                         | Miaolingien  | Drumien      | ≃504.5 - ≃500.5 |
| Cambrien                                         | Miaolingien  | Wuliuen      | ≃506.5 - ≃504.5 |
| Cambrien                                         | Série 2      | Étage 4      | ≃514.5 - ≃506.5 |
| Cambrien                                         | Série 2      | Étage 3      | ≃521.0 - ≃514.5 |
| Cambrien                                         | Terreneuvien | Étage 2      | ≃529.0 - ≃521.0 |
| Cambrien                                         | Terreneuvien | Fortunien    | 538.8 - ≃529.0  |
| Édiacarien                                       | Édiacarien   | Édiacarien   | plus ancien     |
| Subdivisions du Cambrien d'après l'ICS (2018-08) |              |              |                 |

La limite entre le Fortunien et l'étage supérieur, dénommé provisoirement étage 2, n'est pas encore définie formellement. Les propositions de définition de la base de l'étage 2 sont la première apparition d'une espèce de small shelly fossil, d'un archéocyathe ou du mollusque Watsonella crosbyi.